# Threskiornis molucca
El ibis blanco australiano (Threskiornis molucca) es una especie de ave pelecaniforme de la familia Threskiornithidae que habita principalmente en Australia.
Está estrechamente relacionado con el ibis sagrado africano, pero el ibis blanco australiano es un ave nativa de Australia; contrariamente al mito urbano, no es una especie salvaje introducida en Australia por personas, y no proviene de Egipto.

## Subespecies
Se conocen dos subespecies de Threskiornis molucca:
- Threskiornis molucca molucca (Cuvier, 1829) Australia al sur de Nueva Guinea, sur de las Molucas y este de las Islas Menores de la Sonda.
- Threskiornis molucca pygmaeus Mayr, 1931 - Islas Salomón.